# Lilla Saltsjöbadsavtalet

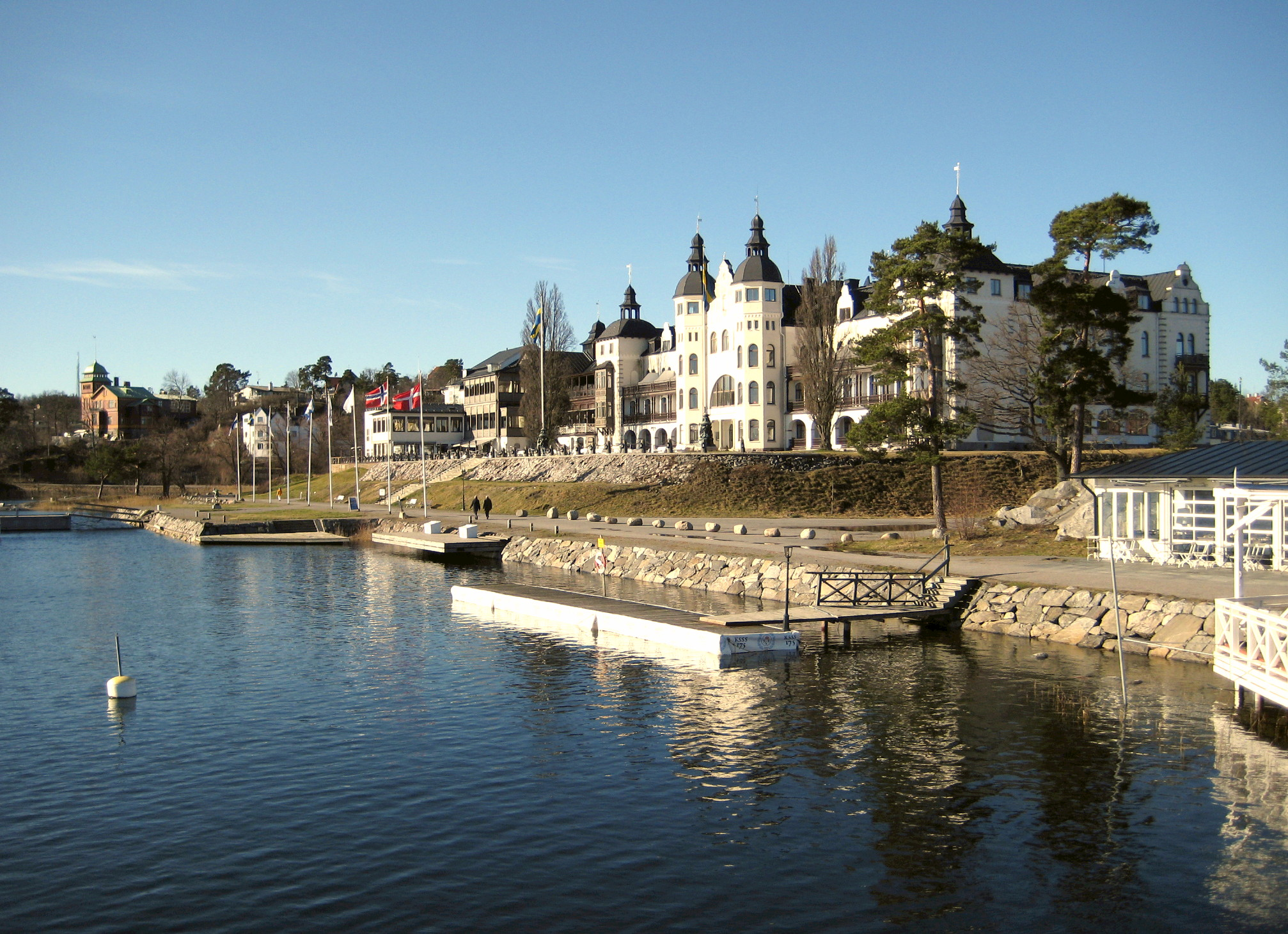
Grand Hotel i Saltsjöbaden är enligt myten platsen för det påstådda journalistmötet om invandringsjournalistiken.

Lilla Saltsjöbadsavtalet är en konspirationsteori inom svensk extremhöger som handlar om att svenska journalister ska ha upprättat ett dokument med gemensamma riktlinjer om hur journalistkåren ska beskriva effekterna av den svenska invandringspolitiken. Avtalet ska enligt myten ha upprättats den 21 mars 1987 vid ett möte på Grand Hotel i Saltsjöbaden. Redan 1993 avslöjades att Lilla Saltsjöbadsavtalet var ett påhitt då samhällsmagasinet Striptease följde upp dåvarande riksdagsledamoten Bert Karlssons (NyD) hänvisning till avtalet i en flyktingdebatt. Journalisten Johan Brånstad kunde då visa att Lilla Saltsjöbadsavtalet var fabricerat av det främlingsfientliga och högerextrema partiet Sverigepartiet.
Det påstådda avtalet och det möte där det ska ha upprättats har inte bekräftats av oberoende och trovärdiga källor. Uppgifterna har ändå fått viss spridning inom främlingsfientliga kretsar, men har i övrigt – med några få undantag – inte fått någon uppmärksamhet.

## Avtalets påstådda innehåll
Konspirationsteorin fick återigen spridning under 2007 och 2008. Dokumentet ska, enligt dem som sprider uppgifterna, innehålla en överenskommelse om att svenska journalister ska följa vissa riktlinjer i sin rapportering:
- Företrädesvis positivt bedöma och omskriva svenska medborgare av utländsk härkomst, detta särskilt i samband med ungdoms- idrotts- och konstnärlig verksamhet
- Vid evenemang med inslag av skiftande kulturer, företrädesvis intervjua och visuellt framhålla medverkande av utländsk härkomst
- Att under en tidsperiod av fem år systematiskt nedtona de negativa effekter som utpekande av speciell etnisk härkomst vid brottslig verksamhet kan komma att ha för drabbade populationer.

## Diskussionen om avtalets äkthet
Som stöd för konspirationsteorin har det hävdats att journalisterna Susanna Popova och Thomas Gür, i en debatt som sändes i Axess TV 2007, ska ha bekräftat att överenskommelsen existerar. I det TV-inslaget förs ett resonemang om hur de svenska medierna hanterar frågor som rör integrationspolitiken. Enligt en högerextrem blogg har Gür och Popova berättat att de i slutet av åttiotalet deltog i en konferens för journalister, där det "på allvar" diskuterades om det var dags att "ta av locket för rapporteringen om brottsligheten bland invandrare, eller om locket skulle ligga på". I inslaget sägs dock ingenting som ger stöd för att det upprättades ett avtal. Gür och Popova har dessutom båda tillbakavisat den uppgiften.
År 2009 beskrev Kristianstadsbladets chefredaktör, Lasse Bernfalk, Lilla Saltsjöbadsavtalet som ”inget annat än en myt”. Han hade kontaktat Gür 2008 angående det påstådda mötet. Gür hade då sagt att det möte han syftat på i själva verket var ett internt möte på Dagens Nyheter, och att frågan fått för stora proportioner. Bernfalk skrev även att myten om avtalets existens odlas i högerextrema kretsar.
Även andra företrädare för den svenska journalistkåren, bland andra Expressens chefredaktör Thomas Mattsson, har vid flera tillfällen tillbakavisat påståendena om att svenska journalister ska ha enats om en gemensam hantering av nyheter och diskussion som rör invandring om integration.